# فرنسيسكو هرنانديز (لاعب كرة قدم)
فرنسيسكو هرنانديز (بالإسبانية: Francisco Hernández Ramírez)‏ (11 يوليو 1949 بكوستاريكا - ) هو مدرب كرة قدم ولاعب كرة قدم كوستاريكي في مركز الهجوم، شارك في الألعاب الأولمبية الصيفية 1980. وشارك مع منتخب كوستاريكا لكرة القدم. أما مع النوادي، فقد لعب مع ديبورتيفو سابريسا.

## وصلات خارجية
- فرنسيسكو هرنانديز على موقع الاتحاد الدولي (مؤرشف)  (الإنجليزية)
- فرنسيسكو هرنانديز على موقع قاعدة بيانات كرة القدم.إي يو (الإنجليزية)
- فرنسيسكو هرنانديز على موقع عالم كرة القدم.نت (الإنجليزية)
- فرنسيسكو هرنانديز على موقع اللجنة الأولمبية الدولية (الإنجليزية)
- فرنسيسكو هرنانديز على موقع أوليمبيديا (الإنجليزية)